# Bracon seminiger
Bracon seminiger är en stekelart som beskrevs av William Harris Ashmead 1894. Bracon seminiger ingår i släktet Bracon och familjen bracksteklar. Inga underarter finns listade.